# Paulina Mikuła
Paulina Mikuła (ur. 30 czerwca 1988 w Tomaszowie Lubelskim) – polska osobowość internetowa, prezenterka telewizyjna, menedżerka i popularyzatorka wiedzy o języku polskim.
Absolwentka filologii polskiej na Uniwersytecie Warszawskim. Autorka językowego programu poradniczego Mówiąc Inaczej (zrzeszonego w sieci partnerskiej LifeTube), w którym prowadzi działalność popularyzatorską z zakresu kultury języka polskiego i jego kodyfikacji. Jej wideoblog premierę w serwisie YouTube miał w lipcu 2013. W 2016 wydała swoją debiutancką książkę pod tym samym tytułem, ukazującą się nakładem wydawnictwa Flow Books.
Współprowadząca pierwszą edycję programu kulinarnego TVP2 Bake Off – Ale ciacho! (2016).

## Życiorys

### Młodość
Urodziła się w Tomaszowie Lubelskim, a dorastała w Komarowie-Osadzie. W szkole regularnie występowała w szkolnym chórze. Maturę zdała w zamojskim III Liceum Ogólnokształcącym im. Cypriana Kamila Norwida. Następnie przeprowadziła się do Warszawy, gdzie ukończyła studia na Wydziale Polonistyki Uniwersytetu Warszawskiego. Na uczelni działała w Kole Krytyki Medialnej. Na drugim roku z grupą studentów zorganizowała wystawę fotograficzną „Nie książka szpeci kobietę”, a do zdjęć pozowały studentki polonistyki ze znanymi lekturami. Prezentowana w kampusie uniwersyteckim wystawa uzyskała medialny rozgłos, a czasopismo „Wysokie Obcasy” uznało ją za seksistowską. W pracy magisterskiej badała, jak zmieniał się wizerunek medialny policji w ciągu ostatnich lat.
W czasie studiów wygrała konkurs na staż w Agorze. Następnie zaczęła pracować w dziale Agora Internet Artist, sieci partnerskiej zrzeszającej youtuberów, gdzie zajmowała się koordynacją współpracy pomiędzy twórcami a znanymi firmami i markami. Potem przeszła do sieci LifeTube.

### Kariera zawodowa

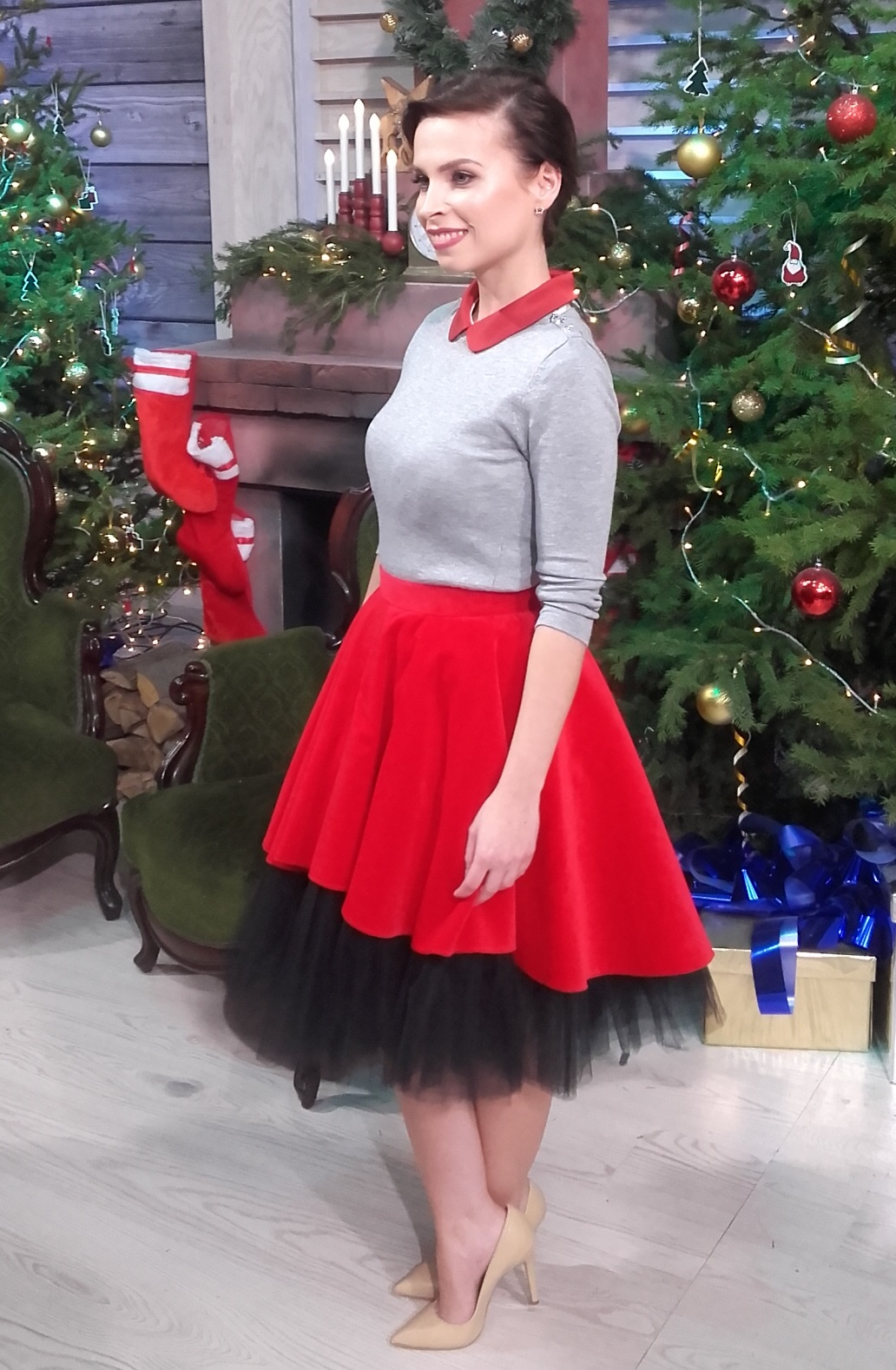
Paulina Mikuła na planie programu Bake Off – Ale ciacho! w grudniu 2016

W maju 2013 uruchomiła kanał na YouTube – Mówiąc Inaczej, w którym opowiada, jak należy posługiwać się językiem polskim. Do nagrywania własnego programu namówił ją Radosław Kotarski, twórca naukowego kanału Polimaty, który uznał, że na YouTube jest mało kobiet i że nikt jeszcze nie wpadł na pomysł popularyzowania w tym miejscu polszczyzny zgodnej z normą językową. W pierwszym odcinku, opublikowanym 18 lipca 2013, Mikuła wyjaśniła, jak powinno się wymawiać wyraz „pierwszy”. Poinformowała w nim widzów, że „przyjmuje rolę językoznawcy i edukatorki”. Kotarski umieścił inauguracyjny odcinek programu na swój profilu na Facebooku, dzięki czemu kanał szybko zanotował dużą oglądalność. W ciągu czterech dni Mikuła uzyskała ponad 80 tys. odsłon. W 2015 liczba subskrypcji przekroczyła próg 100 tys., w 2016 – 200 tys., a w 2017 – 300 tys. 22 marca 2015 youtuberka uruchomiła na swoim kanale nowy cykl filmów – Myśląc inaczej.
13 kwietnia 2016 wydała debiutancką książkę Mówiąc Inaczej, która ukazała się nakładem wydawnictwa Flow Books. Publikacja nie jest jednak zapisem tego, co pojawiło się w wideoblogu (z wyjątkiem uwag na temat najczęściej popełnianych przez Polaków uchybień językowych). Również w 2016 wraz z Anną Gacek prowadziła pierwszą edycję programu Bake Off – Ale ciacho! emitowaną przez TVP2. Średnia oglądalność programu wynosiła ok. 1,5 mln widzów. Wystąpiła również w 10. odcinku dziewiątej edycji programu TVN Ugotowani pt. „Gwiazdy internetu”.
W 2017 za swój kanał została nominowana do tytułu „Kuźnia Mistrzów Mowy Polskiej”.
W 2020 za pośrednictwem wydawnictwa Altenberg wydała swoją drugą książkę pt. Literatoura.

## Rodzina
Ma dwie siostry: starszą o dwa lata Klaudię oraz dwanaście lat młodszą Laurę.

## Odbiór
W literaturze naukowej program Mikuły Mówiąc Inaczej jest opisywany jako poradnik językowy odbierany masowo w Polsce. Efektem jej kanału okazało się zainteresowanie młodych internautów zgodnością swoich wypowiedzi z normą językową i skłonienie ich do pracy nad sposobem wyrażania się w języku polskim. Sam program określony został jako hybryda tradycyjnego poradnictwa językowego i rozrywkowego wideoblogu. Mikuła i jej poradnik internetowy wymieniane są również w kontekście pojawienia się w mediach pojęcia storytelling, czyli techniki przekazu polegającej na wykorzystywaniu w treści emocji, dzięki czemu przesłanie staje się bardziej efektywne, mocniej oddziałując na odbiorcę. W programie youtuberki przeważa treść typu infotainment.
Internauci nazwali Mikułę następczynią profesorów Jana Miodka i Jerzego Bralczyka, jednak ona sama uważa za „niestosowne zestawianie jej z wybitnymi językoznawcami”.

### Postawa wobec polszczyzny
Mikuła określa swoje stanowisko wobec języka polskiego jako liberalne. Jest otwarta na innowacje, zabawy słowem, korzystanie ze stylu potocznego w różnych sferach komunikacji, nawet tych, w których za bardziej stosowny uznaje się oficjalny kod językowy, a także nie jest zbyt krytyczna wobec takich zjawisk językowych, jak liczne zapożyczanie np. z języka angielskiego (w swoim wideoblogu przekonuje, że nie należy stronić od anglicyzmów, tylko używać ich z rozwagą) czy nadużywanie wulgaryzmów. Unika też komentowania stosowności wypowiedzi.
W materiałach posługuje się luźnym, potocznym stylem wypowiedzi, niepozbawionym elementów ekspresywnych i humorystycznych. Swoje wskazówki przedstawia w duchu swobodnej interpretacji norm językowych. Szczególną uwagę zwraca na praktyczny wymiar poprawności wypowiedzi.

### Stosunek do feminizmu
W 2016 w wywiadzie dla Onetu przyznała, że pojęcie feminizmu rozumie jako niezależność i samorozwój.
8 marca 2020 wyemitowany został spot „Bez jaj!” z udziałem Mikuły; tematem kampanii była nierówność płac kobiet i mężczyzn.

## Nagrody i wyróżnienia
- nominacja do tytułu „Kobieta Roku Online Glamour 2015”[29]
- nominacja do tytułu „Gwiazda sieci” w Plebiscycie „Gwiazdy Plejady” (2016)[30]
- tytuł Kuźnia Mistrzów Mowy Polskiej Vox Populi (2017) dla kanału Mówiąc Inaczej[31]